# Luděk Macela
Luděk Macela, född 3 oktober 1950 i Černolice, Tjeckien, död 16 juni 2016, var en tjeckoslovakisk fotbollsspelare som tog OS-guld i fotbollsturneringen vid de olympiska sommarspelen 1980 i Moskva.